# Chiesa dei Santi Bartolomeo e Cristoforo
La chiesa dei Santi Bartolomeo e Cristoforo si trova a Lorenzana.

## Storia e descrizione
Nel suo aspetto attuale l'edificio risale al 1850, quando fu ricostruito in forme neoclassiche dopo essere stato demolito dal terremoto del 14 agosto 1846, che causò distruzioni in tutta la zona.
La chiesa era di origine molto antica, dal momento che se ne trova menzione nei documenti già nel 1227. L'interno ad aula ha un aspetto monumentale, con l'arcone di accesso al presbiterio sorretto da quattro colonne e abside semicircolare. All'altare destro, una statua lignea raffigurante San Bartolomeo.